# 天主教邦杜庫教區
天主教邦杜庫教區（拉丁語：Dioecesis Bondukuensis）是科特迪瓦一個羅馬天主教教區，屬布瓦凱總教區。
教區成立於1987年7月3日，包括桑桑區。2006年有教友97,800人（佔轄區總人口14.4%）、十六個堂區、四十三名司鐸。現任教區主教為勃路諾·厄索·耶多。